# Phare de Fugløykalven
Le phare de Fugløykalven (en norvégien : Fugløykalven fyr) est un  phare côtier situé sur une petite île au large de l'île de Nord-Fugløya, de la commune de Karlsøy, dans le comté de Troms (Norvège).
Il est géré par l'administration côtière norvégienne (en norvégien : Kystverket). Il est classé patrimoine culturel par le Riksantikvaren depuis 1999.

## Histoire
Ce phare a été mis en chantier en 1916 et mis en service en 1920 sur cette petite île escarpée. La lentille de Fresnel du 2e ordre d'origine est toujours  en usage. Le système optique permet d'avoir 19 secteurs différents de lumière pour la navigation qui est très importante sur cette zone maritime. Le phare a été automatisé en 1987 mais il est resté occupé par des gardiens jusqu'en 2003.

## Description
Le phare  est une large tour octogonale en béton de 8,5 mètres de haut, avec une galerie et une large lanterne, attachée à une maison de gardiens et d'autres bâtiments techniques. Le phare est peint en blanc et sa lanterne est rouge. Son feu à occultations émet, à une hauteur focale de 41 mètres, deux éclats (blanc, rouge et vert) selon différents secteurs toutes les 8 secondes. Sa portée nominale est de 15,9 milles nautiques (environ 30 km) pour le feu blanc, 13,1 pour le feu rouge et 12,6 pour le feu vert.
Identifiant : ARLHS : NOR-091 ; NF-9000 - Amirauté : L3692 - NGA : 13520.
|              |
| Fugløykalven |

### Lien connexe
- Liste des phares de Norvège